# Командный чемпионат мира по международным шашкам 2016 (рапид)
Командный чемпионат мира по международным шашкам 2016 года в рапиде прошёл 1 мая в Измире, Турция в рамках мужского турнира. Приняло участие 9 команд, представляющие национальные федерации.
В составе команды до пяти человек. Учитывались три лучших результата.
Команды распределялись по наименьшей сумме мест, набранные её участниками.

## Итоги
1. Украина (Юрий Аникеев, Артём Иванов, Денис Шкатула) — 13
2. Россия (Александр Шварцман, Муродулло Амриллаев, Александр Гетманский, запасные — Айнур Шайбаков, Иван Трофимов)- 16
3. Сенегал (Gaye, Самб, Niang) — 29
4. Италия (Данезе, Боргетти, Мианезе) — 56
5. Беларусь (Булатов, Сплендзер) — 57
6. Нидерланды (Ван дер Брук, ван Амеронген) — 60
7. Турция (Барут, Йылдиз, Аккахве) — 69
8. Камерун (Мбонго) — 73
9. Латвия (Валнерис) — 79